# Kelyphit

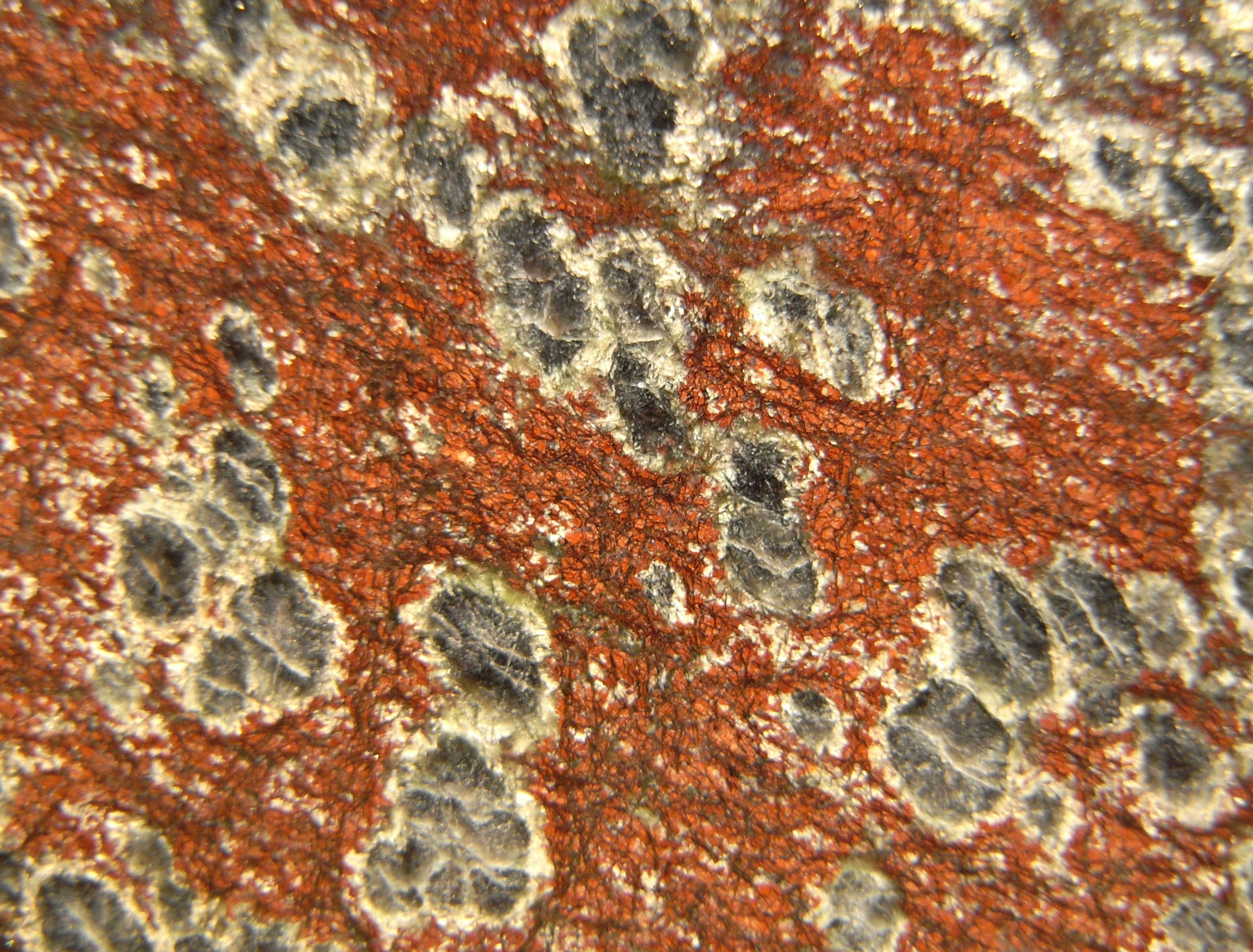
Kelyphit als helle Zonen um bereits zersetzte Granatkristalle im Serpentinit von Zöblitz

Als Kelyphit werden (gemäß der aktuellen Definition der International Union of Geological Sciences) mikrokristalline Zersetzungsprodukte variabler mineralischer Zusammensetzung (wie Amphibole, Pyroxene, Plagioklase und Spinelle) bezeichnet, die sich schalenförmig um Granatkristalle bilden. Seltener wird der Begriff auch für derartige Bildungen um Olivin- bzw. Pyroxenkristalle verwendet. Kelyphite bestehen aus symplektitischen Verwachsungen unterschiedlicher Minerale und sind ein Strukturmerkmal (kelyphitische Struktur) in metamorphen Gesteinen.

## Begriff, fremdsprachige Bezeichnungen
Der Begriff wurde 1882 vom österreichischen Mineralogen Johann Albrecht Schrauf (1837–1897) geprägt. Er geht auf das griechische Wort κέλυφος für Nussschale zurück.
Fremdsprachige Bezeichnungen sind: englisch: kelyphite, französisch: kélyphite, russisch: келифит, коронит, portugiesisch: kelifít, polnisch: kelyfit, tschechisch: kelyfit.

## Auftreten
Die häufigste und bekannteste Erscheinungsform sind äußere Randzonen (koronaartige Ausbildungen) um Granatkristalle in metamorphen Gesteinen (meist mafische und ultramafische Gesteine). Dabei handelt es sich um die Mischung der neugebildeten und miteinander verwachsenen Mineralien. Vollständig zersetzte Granatkristalle haben ihre Farbe geändert und bestehen komplett aus Kelyphiten. Die Form des ehemaligen Kristallaggregats ist dabei weitgehend erhalten geblieben.
Dieses Strukturmerkmal tritt typischerweise in Serpentinitgesteinen, Gneisen und Gesteinen der Grünschieferfazies auf und hat bei höherer Konzentration und fortschreitender Metamorphose einen wesentlichen Einfluss auf die Gesteinsbildung.
Kelyphitisierung ist ebenso bei Feldspäten zu beobachten.
Verbreitete kelyphitische Endprodukte aus Granatkristallen sind Plagioklas, Spinell (chromhaltig), Phlogopit, Chlorit, Orthopyroxen, Klinopyroxen und Amphibole (Hornblende). Nach älterer Auffassung wird unter Kelyphit eine Mischung von Augit, Bronzit, Hercynit und Hornblende verstanden.

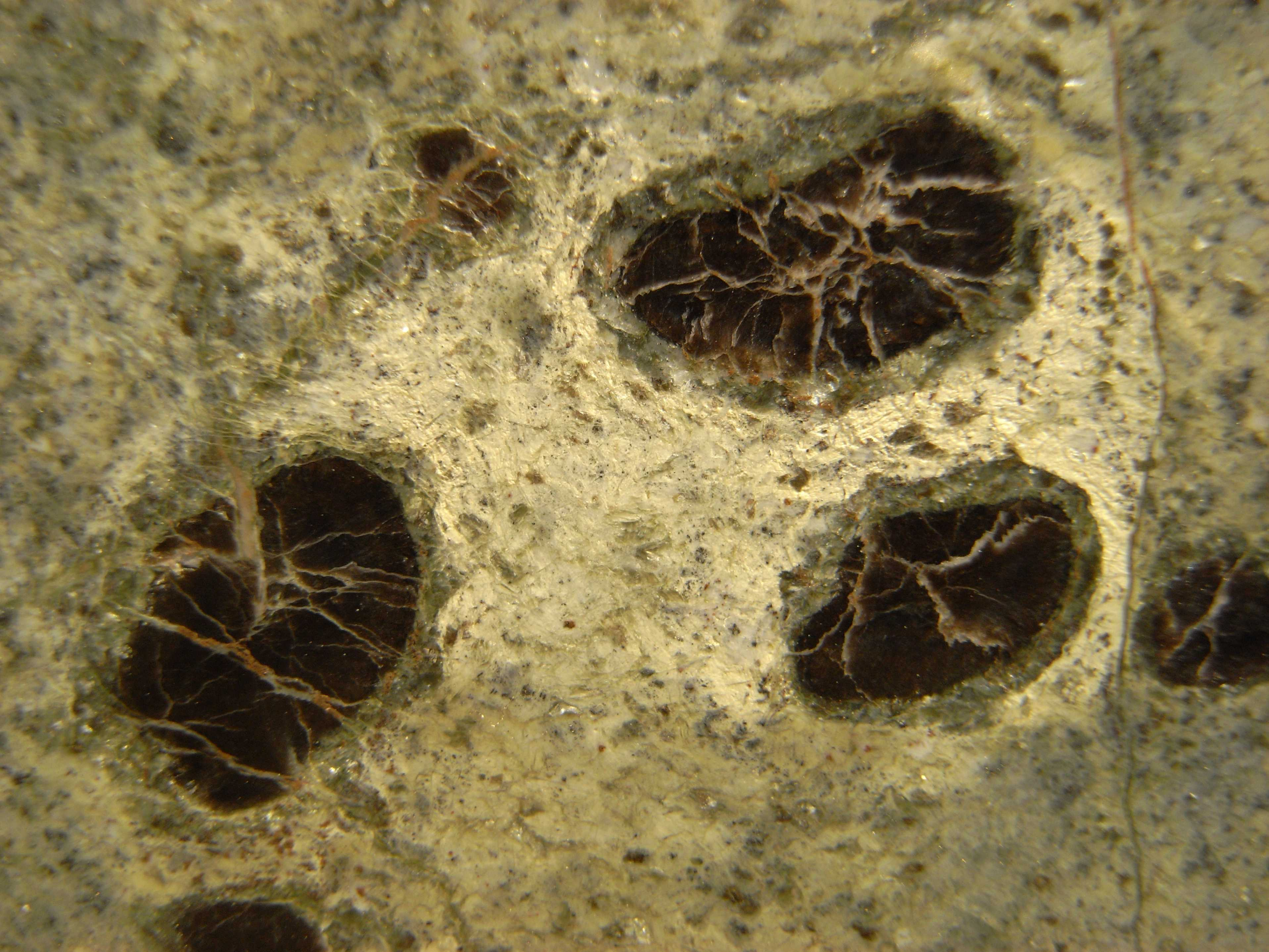
Kelyphitische Zone im Zöblitzer Serpentinit (Bildbreite ca. 25 mm)
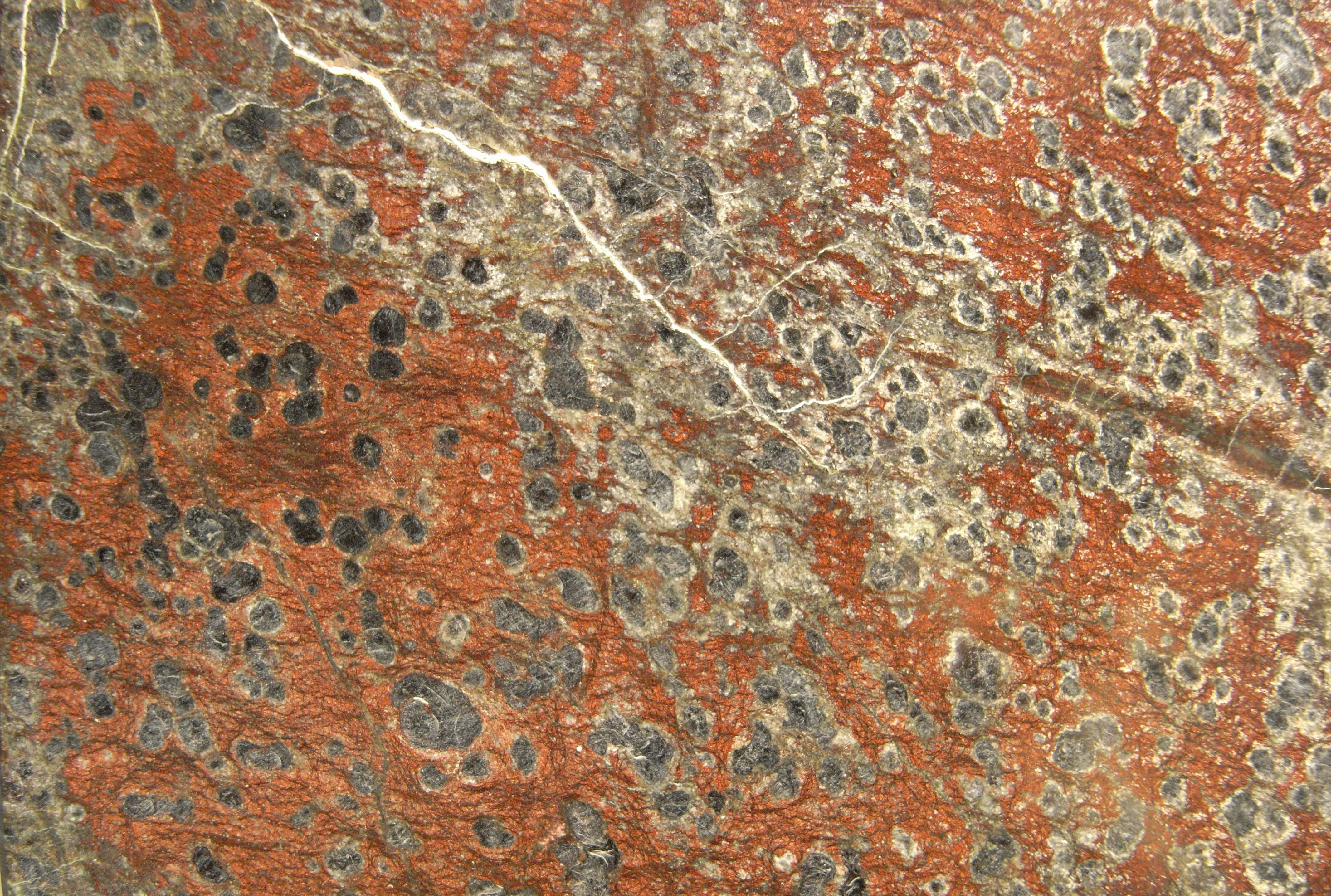
Zersetzte Granatkristalle, teilweise kelyphitisiert (Bildbreite ca. 90 mm)
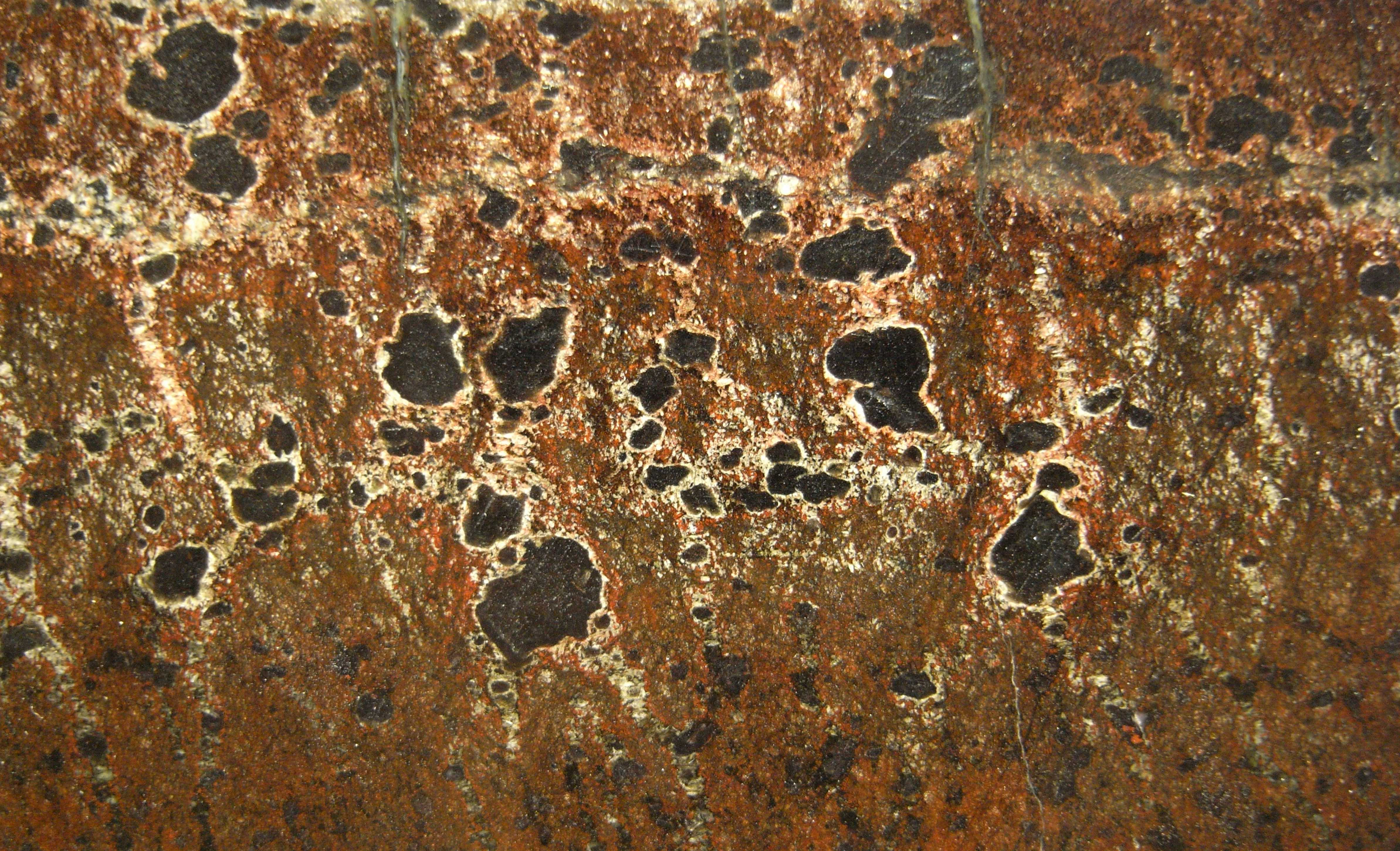
Kelyphitzone an erheblich destrukturierten Granatkristallen (Bildbreite ca. 80 mm)
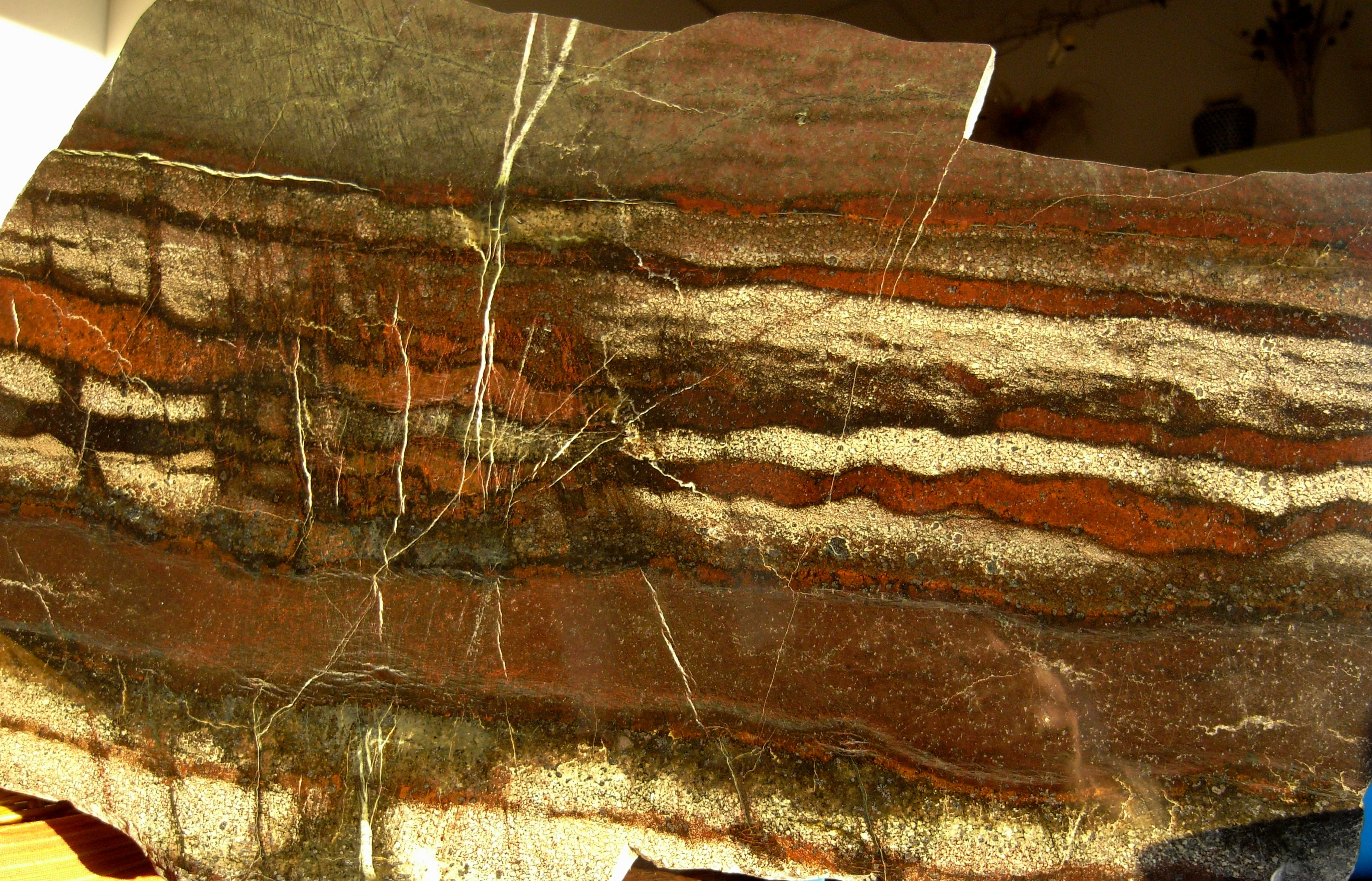
Vollständig kelyphitisierte Granate als weißes Band im Zöblitzer Serpentinit (Bildbreite ca. 410 mm)